# Vanessa Lynn Williams

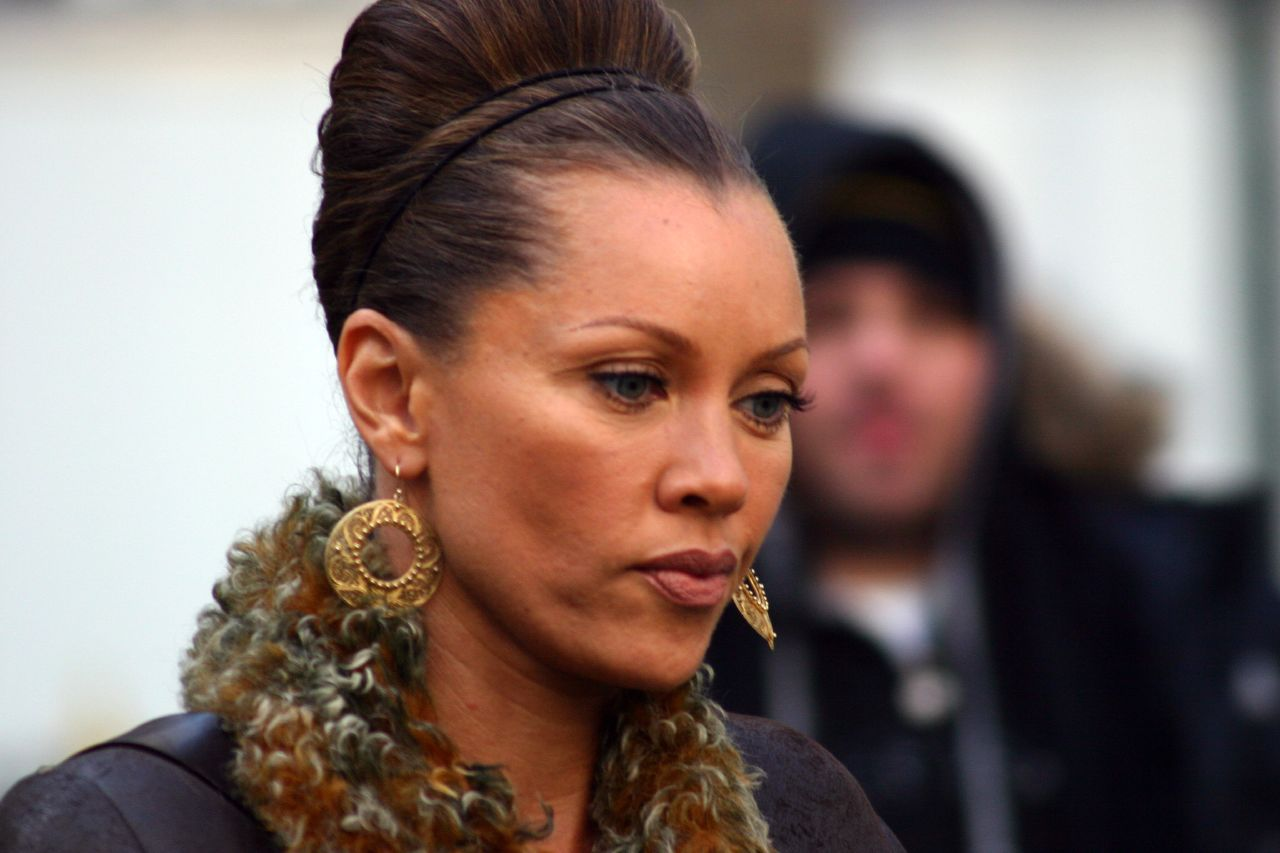
Vanessa Lynn Williams

Vanessa Lynn Williams (n. 18 martie 1963 în New York City) este o actriță și cântăreață americană.

## Date biografice
Părinții Vanessei erau profesori de muzică, iar ea a luat ore de pian și a studiat la universitatea Syracuse. În anul 1983 este aleasă Miss America, fiind prima afro-americană care a câștigat acest premiu, iar în anul 1984 vor apare fotografii nude ale ei în revista "Penthouse" ea este astfel nevoită în iulie 1984 să renunțe la titlul de Miss America. Cu albumul ei de debut muzical "The Right Stuff" (1988), va primi premiul "Discul de Aur" și este propusă pentru premiul "Grammy Awards". Pe lângă o serie de succese muzicale ca de exemplul cântecul "Colors of the Wind", debutează și ca actriță, devenind mai cunoscută prin filmele: Eraser (1996), Soul Food (1997), sau Dance with me (1998).

## Filmografie
| Anul | Titlu                                | Rolul                     | Note |
| ---- | ------------------------------------ | ------------------------- | --- |
| 1987 | The Pick-Up Artist                   | Rae, Girl cu Dog          | |
| 1991 | Another You                          | Gloria                    | Gene Wilder and Richard Pryor's final film pairing. |
| 1991 | Harley Davidson and the Marlboro Man | Lulu Daniels              | |
| 1996 | Eraser                               | Dr. Lee Cullen            | Nominated for Blockbuster Entertainment Award |
| 1997 | Hoodlum                              | Francine Hughes           | |
| 1997 | Soul Food                            | Teri                      | Won Image Award, Nominated for American Black Film Festival Black Film Award                                                                                                  |
| 1998 | Dance with Me                        | Ruby Sinclair             | Nominated for ALMA Award, also starring Chayanne as Rafael Infante |
| 1999 | The Adventures of Elmo in Grouchland | Queen of Trash            | |
| 1999 | Light It Up                          | Detective Audrey McDonald | Nominated for Image Award |
| 2000 | Shaft                                | Carmen Vasquez            | Nominated for Image Award |
| 2004 | Johnson Family Vacation              | Dorothy Johnson           | Nominated for BET Awards for Comedy |
| 2007 | My Brother                           | L'Tisha Morton            | Won Best Actress honors at the Harlem International Film Festival, the African-American Women in Cinema Film Festival and at the Santa Barbara African Heritage Film Festival |
| 2007 | And Then Came Love                   | Julie Davidson            | Co-star Eartha Kitt's final film |
| 2009 | Hannah Montana: The Movie            | Vita, Hannah's Publicist  | |